# أوليفر بينيتيز
أوليفر بينيتيز (بالإسبانية: Oliver Benítez) هو لاعب كرة قدم أرجنتيني في مركز الدفاع، ولد في 7 يونيو 1991 في بويرتو جواسيو في الأرجنتين. لعب مع تيغري وجيمناسيا لابلاتا.

## وصلات خارجية
- أوليفر بينيتيز على موقع إي إس بي إن إف سي (الإنجليزية)
- أوليفر بينيتيز على موقع قاعدة بيانات كرة القدم.إي يو (الإنجليزية)
- أوليفر بينيتيز على موقع Soccerway.com (الإنجليزية)